# Нуклеотиды

Строение нуклеотидов

Нуклеоти́ды (нуклеозидфосфаты) — группа органических соединений, представляющих собой фосфорные эфиры нуклеозидов. Свободные нуклеотиды, в частности АТФ, цАМФ, АДФ, играют важную роль в энергетических и информационных внутриклеточных процессах, а также являются составляющими частями нуклеиновых кислот и многих коферментов.

## Строение
Нуклеотиды являются сложными эфирами нуклеозидов и фосфорных кислот. Нуклеозиды, в свою очередь, являются N-гликозидами, содержащими гетероциклический фрагмент, связанный через атом азота с C-1 атомом остатка сахара.
В природе наиболее распространены нуклеотиды, являющиеся β-N-гликозидами пуринов или пиримидинов и пентоз — D-рибозы или D-2-дезоксирибозы. В зависимости от структуры пентозы различают рибонуклеотиды и дезоксирибонуклеотиды, которые являются мономерами молекул сложных биологических полимеров (полинуклеотидов) — соответственно РНК или ДНК.
Фосфатный остаток в нуклеотидах обычно образует сложноэфирную связь с 2′-, 3′- или 5′-гидроксильными группами рибонуклеозидов, в случае 2′-дезоксинуклеозидов этерифицируются 3′- или 5′-гидроксильные группы.
Большинство нуклеотидов являются моноэфирами ортофосфорной кислоты, однако известны и диэфиры нуклеотидов, в которых этерифицированы два гидроксильных остатка — например, циклические нуклеотиды циклоаденин- и циклогуанин монофосфаты (цАМФ и цГМФ). Наряду с нуклеотидами — эфирами ортофосфорной кислоты (монофосфатами) в природе также распространены и моно- и диэфиры пирофосфорной кислоты (дифосфаты, например, аденозиндифосфат) и моноэфиры триполифосфорной кислоты (трифосфаты, например, аденозинтрифосфат).

## Номенклатура
Соединения, состоящие из двух нуклеотидовых молекул, называются динуклеотидами, из трёх — тринуклеотидами, из небольшого числа — олигонуклеотидами, а из многих — полинуклеотидами, или нуклеиновыми кислотами.
Названия нуклеотидов представляют собой аббревиатуры в виде стандартных трёх- или четырёхбуквенных кодов.
Если аббревиатура начинается со строчной буквы «д» (англ. d), значит подразумевается дезоксирибонуклеотид; отсутствие буквы «д» означает рибонуклеотид. Если аббревиатура начинается со строчной буквы «ц» (англ. c), значит речь идёт о циклической форме нуклеотида (например, цАМФ).
Первая прописная буква аббревиатуры указывает на конкретное азотистое основание или группу возможных нуклеиновых оснований, вторая буква — на количество остатков фосфорной кислоты в структуре (М — моно-, Д — ди-, Т — три-), а третья прописная буква — всегда буква Ф («-фосфат»; англ. P).
Латинские и русские коды для нуклеиновых оснований:
- A — А: Аденин;
- G — Г: Гуанин;
- C — Ц: Цитозин;
- T — Т: Тимин (5-метилурацил), не встречается в РНК (кроме тРНК), занимает место урацила в ДНК;
- U — У: Урацил, встречается у бактериофагов в ДНК, занимает место тимина в РНК.

Общепринятые буквенные коды для обозначения нуклеотидных оснований соответствуют номенклатуре, принятой Международным союзом теоретической и прикладной химии (International Union of Pure and Applied Chemistry, сокращённо — англ. IUPAC, ИЮПАК) и Международным союзом биохимии и молекулярной биологии (International Union of Biochemistry and Molecular Biology, сокращённо — англ. IUBMB). Если при секвенировании последовательности ДНК или РНК возникает сомнение в точности определения того или иного нуклеотида, помимо пяти основных (A, C, T, G, U), используют другие буквы латинского алфавита в зависимости от того, какие наиболее вероятные нуклеотиды могут находиться в данной позиции последовательности. Эти же дополнительные буквы используют для обозначения вырожденных (не совпадающих у разных гомологичных последовательностей) позиций, например при записи последовательности праймеров для ПЦР.
Длину секвенированных участков ДНК (гена, сайта, хромосомы) или всего генома указывают в парах нуклеотидов (пн), или парах оснований (англ. base pairs, сокращённо bp), подразумевая под этим элементарную единицу двухцепочечной молекулы нуклеиновой кислоты, сложенную из двух спаренных комплементарных оснований.

## Биологическая роль
1. Универсальный источник энергии (АТФ и его аналоги).
2. Являются активаторами и переносчиками мономеров в клетке (УДФ-глюкоза)
3. Выступают в роли коферментов (ФАД, ФМН, НАД+, НАДФ+)
4. Циклические мононуклеотиды являются вторичными посредниками при действии гормонов и других сигналов (цАМФ, цГМФ).
5. Аллостерические регуляторы активности ферментов.
6. Являются мономерами в составе нуклеиновых кислот, связанные 3′-5′-фосфодиэфирными связями.

## История
В 1955 г. Сеймур Бензер для обозначения наименьшего элемента в структуре ДНК, который может быть подвержен спонтанной или индуцированной мутации, ввёл термин мутон, а для обозначения наименьшей единицы рекомбинации — термин рекон. В настоящее время показано, что наименьшей единицей мутации является один нуклеотид (или одно азотистое основание в составе нуклеотида), а рекомбинация возможна между соседними нуклеотидами, поэтому данные термины более не употребляются и имеют лишь историческое значение.